# Julia Hartwig

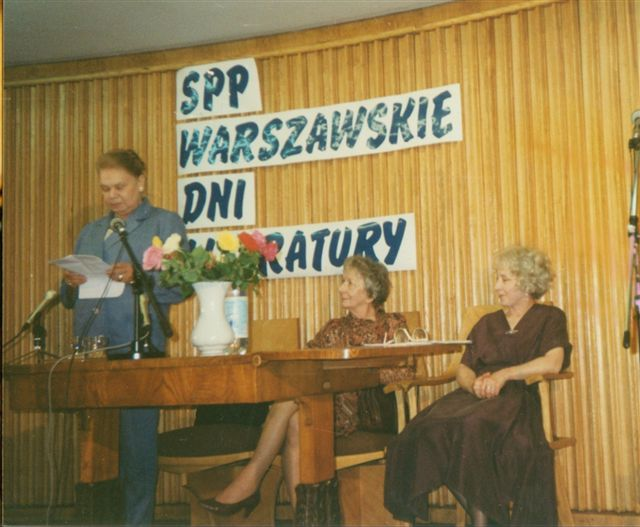
Julia Hartwig, Wisława Szymborska y Anna Polony en la Asociación de Escritores Polacos, Varsovia, 1993.

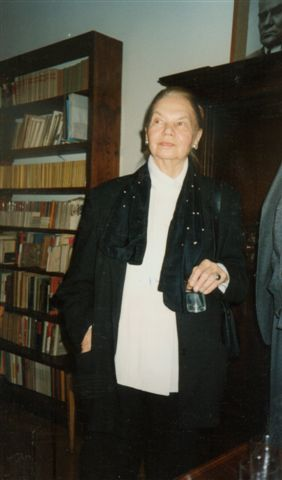
Julia Hartwig en el Pen Club, Varsovia, 1996.

Julia Hartwig (Lublin, 14 de agosto de 1921-Gouldsboro, Pensilvania; 14 de julio de 2017) fue una escritora polaca. Su actividad literaria cubrió muchos campos, desde la poesía al ensayo y el libro infantil, además de traducciones.
En 1936, el periódico escolar de su instituto publicó su primer poema. Durante la Segunda Guerra Mundial participó en la vida cultural polaca en la clandestinidad. En 1946 continuó sus estudios en la Universidad de Varsovia y la Universidad Católica de Lublin.
Entre 1947 y 1950, vivió en Francia como becaria del Gobierno francés y del departamento cultural de la Embajada de Polonia en París. Durante este período se relacionó con el diplomático, escritor y periodista polaco Ksawery Pruszyński.
En las décadas de 1950 y 1960 vivió en Varsovia. Entre 1952 y 1969 trabajó en Radio Polonia.
Entre 1970 y 1974, residió en Estados Unidos con su marido Arthur Międzyrzeckim. Allí fue miembro del Programa Internacional de Escritura y profesora de la Universidad de Dakar, impartiendo también clases en las universidades canadienses de Ottawa y Carleton (1973).
Volvió a Estados Unidos en 1979, por invitación del Departamento de Estado.
En 1989 fue miembro del Comité Cívico en apoyo de Lech Walesa (del sindicato Solidarność).

## Premios
- 1976 Premio ZAiKS.
- Premio de la Fondation d'Hautvillers para el diálogo de las culturas.
- 1978 Prix de Traduction (Francia)
- 1979 Premio del PEN Club polaco en dos ocasiones.
- 1986 Premio Wilder (Estados Unidos.
- 2001 Premio del ministerio polaco de cultura por el conjunto de su obra.
- Cuatro nominaciones al Premio Nike

### Condecoraciones
- 1997,  Cruz de Oficial de la Orden Polonia Restituta
- 2005,  Medalla de Oro al Mérito Cultural «Gloria Artis»
- 2008,  Cruz de Caballero de la Legión de Honor[2]
- 2011,  Gran Cruz de la Orden Polonia Restituta
- 2016,  Cruz de Oficial de la Legión de Honor

## Obra
- Z niedalekich podróży (reportaże; LSW 1954)
- Pożegnania (poezje; Czytelnik 1956)
- Jaś i Małgosia (bajka dla dzieci; wespół z Arturem Międzyrzeckim; premiera w Teatrze Komedia 1961; Wydanie w publikacji pt.: Bajki zza kurtyny, Centralny Ośrodek Metodyczny Upowszechniania Kultury 1972, wespół z tekstem Aleksandra Rymkiewicza)
- Pierwsze przygody Poziomki (utwór dla dzieci; wespół z Arturem Międzyrzeckim; Nasza Księgarnia 1961; jako Przygody Poziomki: Nasza Księgarnia 1967)
- Tomcio Paluch (bajka dla dzieci; wespół z Arturem Międzyrzeckim; premiera w Teatrze Komedia 1962)
- Apollinaire (monographie; PIW 1962, 1964, 1972; trad. tchèque: Odeon 1966, trad. hongroise: Gondat 1968, trad. russe: Progress 1971, trad. en français : Mercure de France 1972)
- Pan Nobo. Dalsze przygody Poziomki (utwór dla dzieci; wespół z Arturem Międzyrzeckim; Nasza Księgarnia 1964; jako Przygody Poziomki: Nasza Księgarnia 1967)
- Wielki pościg (powieść dla młodzieży; wespół z Arturem Międzyrzeckim; Nasza Księgarnia 1969)
- Wolne ręce (poezje; PIW 1969)
- Zguba Michałka (bajka dla dzieci; Nasza Księgarnia 1969)
- Dwoistość (poezje; Czytelnik 1971)
- Gérard de Nerval (monographir; PIW 1972)
- Czuwanie (poezje; Czytelnik 1978)
- Chwila postoju (miniatury poetyckie; Wydawnictwo Literackie 1980, ISBN 83-08-00323-0)
- Dziennik amerykański (szkice; Państwowy Instytut Wydawniczy 1980, ISBN 83-06-00407-8)
- Wybór wierszy (Czytelnik 1981, ISBN 83-07-00241-9)
- Poezje wybrane (seria: "Biblioteka Poetów"; LSW 1983, ISBN 83-205-3515-8)
- Obcowanie (poezje; Czytelnik 1987, ISBN 83-07-01608-8)
- Czułość (poezje; Znak 1992, ISBN 83-7006-031-5)
- Żelazowa Wola (zdjęcia: Edward Hartwig, Ewa Hartwig-Fijałkowska, tekst: Julia Hartwig; Voyager 1993, ISBN 83-85496-19-X)
- Nim opatrzy się zieleń (wybór poezji; Znak 1995, ISBN 83-7006-326-8)
- Jak długo trwać będą dawne imiona (Przemyśl: Gdzie Indziej 1996)
- Lżejszym głosem: wiersze z różnych lat (Bis 1998, ISBN 83-87082-43-0)
- Zobaczone (poezje; a5 1999, ISBN 83-85568-40-9)
- Przemija postać świata (wybór poezji; Prószyński i S-ka 1999, ISBN 83-7180-448-2)
- Zawsze od nowa: 100 wierszy (wybór poezji; Twój Styl 1999, ISBN 83-7163-147-2)
- Wybór wierszy (seria: "Złota Kolekcja Poezji Polskiej"; Państwowy Instytut Wydawniczy 2000, ISBN 83-06-02758-2)
- Zawsze powroty - dzienniki podróży (Sic! 2001, ISBN 83-86056-77-0; wyd. 2 poprawione jako Zawsze powroty. Z dzienników podróży, Sic! 2005, ISBN 83-88807-75-7)
- Nie ma odpowiedzi (poezje; Sic! 2001, ISBN 83-86056-98-3)
- Pięć wierszy (Wydawnictwo Uniwersytetu Marii Curie-Skłodowskiej 2002, ISBN 83-227-1898-5)
- Wiersze amerykańskie (Sic! 2002, ISBN 83-88807-05-6)
- Błyski (poezje; Sic! 2002, ISBN 83-88807-21-8) 
  - Dans ce recueil ("Les lueurs") elle a créé la forme autonome d'un bloc-notes poétique.
- Mówiąc nie tylko do siebie. Poematy prozą (razem z płytą CD, z głosem poetki; Sic! 2003, ISBN 978-83-88807-32-9)
- Bez pożegnania (poezje; Sic! 2004, ISBN 83-88807-60-9; Nommé pour le Śląski Wawrzyn Literacki, luty 2005 r.)
- Pisane przy oknie (felietony; Biblioteka "Więzi" [t. 156] 2004, ISBN 83-88032-67-4)
- W objęciach świata (wybór poezji; Anagram 2004, ISBN 83-86086-70-X)
- Zwierzenia i błyski (poezje i proza poetycka; Sic! 2004, ISBN 83-88807-45-5)
- Wybrańcy losu (eseje wspomnieniowe; Sic! 2006, ISBN 83-88807-99-4)
- Podziękowanie za gościnę, 2006) ISBN 978-83-7453-707-0
  - Ce livre Merci pour l’hospitalité, est dédié à la France
- To wróci (Sic! 2007, ISBN 978-83-60457-44-3)
- Trzecie błyski (Sic! 2008)
- Jasne niejasne (poezje; a5 2009)

## Traducciones
- Elsa Triolet, Les Amants d'Avignon Kochankowie z Avignonu i inne opowiadania (Czytelnik 1949)
- Louis Aragon, Les Communistes Komuniści t. I-V (tłumaczenie zbiorowe; Czytelnik 1950-1951)
- Théophile Gautier (fils), Les Aventures du baron de Münchhausen Przygody barona Münchhausena (illustr. Gustave Doré; Książka i Wiedza 1951, Wydawnictwa Artystyczne i Filmowe 1991, ISBN 83-221-0569-X)
- Jean Marcenac, La Beauté du diable Urok szatana (Książka i Wiedza 1951)
- Denis Diderot, Écrits philosophiques (choix) Wybór pism filozoficznych (avec Julian Rogoziński; Państwowy Instytut Wydawniczy 1953; De Agostini Polska 2003, ISBN 83-7316-116-3, ISBN 83-7316-000-0)
- Jean Le Rond d'Alembert, Introduction à l'Encyclopédie Wstęp do Encyklopedii (série : Bibliothèque des classiques de la philosophie; introduction et notes de Tadeusz Kotarbiński; Polska Akademia Nauk, Komitet Filozoficzny; Państwowe Wydawnictwo Naukowe 1954)
- Blaise Cendrars, Poésies Poezje (avec Adam Ważyk, Państwowy Instytut Wydawniczy 1962)
- Guillaume Apollinaire, Le Poète assassiné Poeta zamordowany (avec Artur Międzyrzecki; Wydawnictwo Literackie 1966, 1976, 1993, ISBN 83-08-02485-8)
- Claude Roy, Ładny kwiat (Nasza Księgarnia 1968)
- Ja to ktoś inny. Correspondance d'Arthur Rimbaud (avec Artur Międzyrzecki; choix et traduction; Czytelnik 1970)
- Jules Supervielle, Piękna z lasu (Feeria w trzech aktach) ("Dialog" nr 4-5/1972)
- Guillaume Apollinaire, Nowe przekłady (wespół z Arturem Międzyrzeckim; Wydawnictwo Literackie 1973)
- Guillaume Apollinaire, Listy do Madeleine (także autorka wstępu; Wydawnictwo Literackie 1974, 1977)
- Blaise Cendrars, Poezje wybrane (wespół z Adamem Ważykiem, Ludowa Spółdzielnia Wydawnicza 1977)
- Guillaume Apollinaire, Piosenka niekochanego i inne wiersze (przekład, opracowanie i przedmowa; wespół z Arturem Międzyrzeckim; Wydawnictwo Literackie, 1994, ISBN 83-08-02548-X)
- Marianne Moore, Wiersze wybrane (wespół z Ludmiłą Marjańską; wyboru dokonała i wstępem poprzedziła Ludmiła Marjańska; Państwowy Instytut Wydawniczy 1980, ISBN 83-06-00387-X)
- Correspondance de Frédéric Chopin avec George Sand et ses enfants Korespondencja Fryderyka Chopina z George Sand i z jej dziećmi [t. I/II] (trad. des textes français; édit. Krystyna Kobylańska; Państwowy Instytut Wydawniczy 1981, ISBN 83-06-00326-8 [2 t.])
- Max Jacob, Poèmes en prose Poematy prozą (wybór, przekład i posłowie; avec Adam Ważyk; Wydawnictwo Literackie 1983, ISBN 83-08-00657-4)
- Robert Bly, Jadąc przez Ohio i inne wiersze (wybór, wstęp i tłumaczenie; Państwowy Instytut Wydawniczy 1985, ISBN 83-06-01263-1)
- Pierre Reverdy, Poezje wybrane (przekład, wybór i wstęp; Państwowy Instytut Wydawniczy 1986, ISBN 83-06-01346-8)
- Guillaume Apollinaire, Wiersze miłosne (avec Artur Międzyrzecki; Pavo 1992, ISBN 83-900340-2-6)
- Opiewam nowoczesnego człowieka. Antologia poezji amerykańskiej: wiersze amerykańskie od Poego, Whitmana i Emily Dickinson do poetów dzisiejszych (wybór i przekład; wespół z Arturem Międzyrzeckim; tłum. m.in. Stanisława Barańczaka; RePrint, Res Publica 1992, ISBN 83-85343-25-3)
- Allen Ginsberg, Znajomi z tego świata (wespół z Arturem Międzyrzeckim, Andrzejem Szubą i Piotrem Sommerem; il. Wojciech Kołyszko; Wydawnictwo M, Biblioteka "Nagłosu" 1993, ISBN 83-85541-93-4)
- Gottfried August Bürger, Przygody barona Münchhausena (ilustr. Elżbieta Śmietanka-Combik; Kalliope 1996, ISBN 83-85549-46-3)
- Guillaume Apollinaire, Wiersze i listy miłosne (wybór i wstęp Anna Janko; tłum. zbiorowe; Prószyński i S-ka 1998, ISBN 83-7180-358-3)
- Dzikie brzoskwinie: antologia poetek amerykańskich (autorka wyboru; przeł. Julia Hartwig, Stanisław Barańczak i in.; Sic! 2003, ISBN 83-88807-26-9)
- Eugène Delacroix, Dzienniki. Cz. 1, (1822-1853) (wespół z Joanną Guze; Słowo/Obraz Terytoria 2003, ISBN 83-89405-46-6)
- Henri Michaux, Seans z workiem oraz inne rady i przestrogi (wybór, przekład i posłowie; Sic! 2004, ISBN 83-88807-40-4)
- Sylvia Plath, Poezje wybrane (wespół z Janem Rostworowskim i Teresą Truszkowską; Wyd. 2 zmienione; Wydawnictwo Literackie 2004, ISBN 83-08-03583-3)
- William Carlos Williams – Spóźniony śpiewak, "Biuro Literackie", Wrocław 2009